# Courroie
Pour les articles ayant des titres homophones, voir Courroy et Courroye.

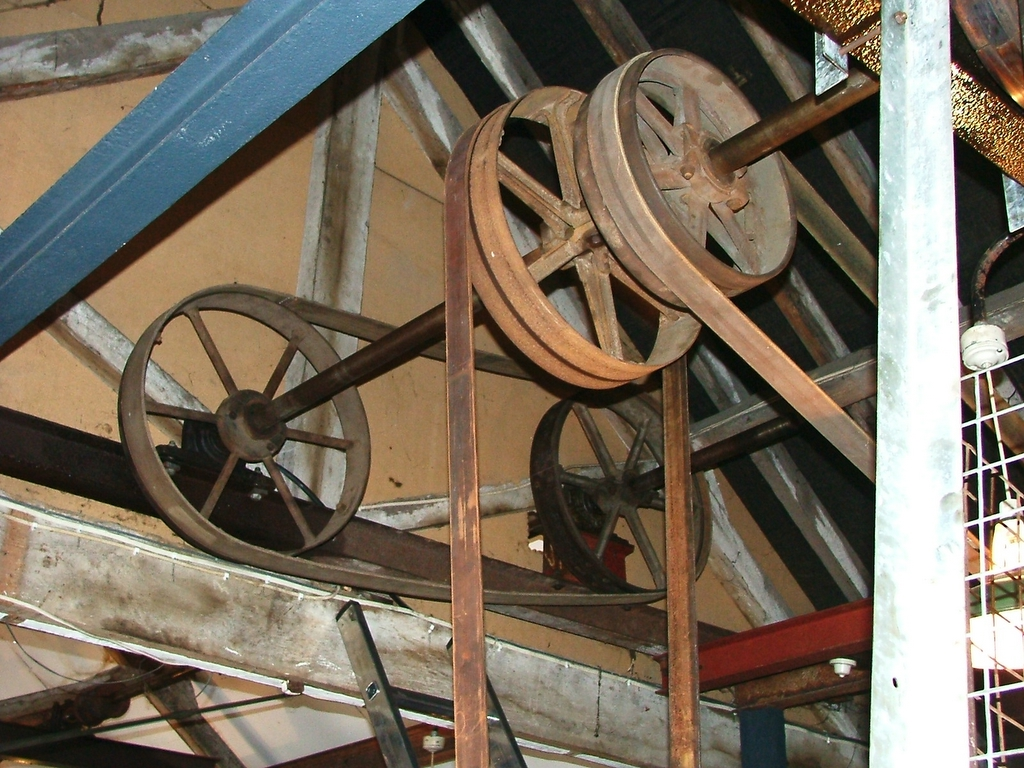
Transmission par courroies plates : un seul moteur entraîne plusieurs machines.

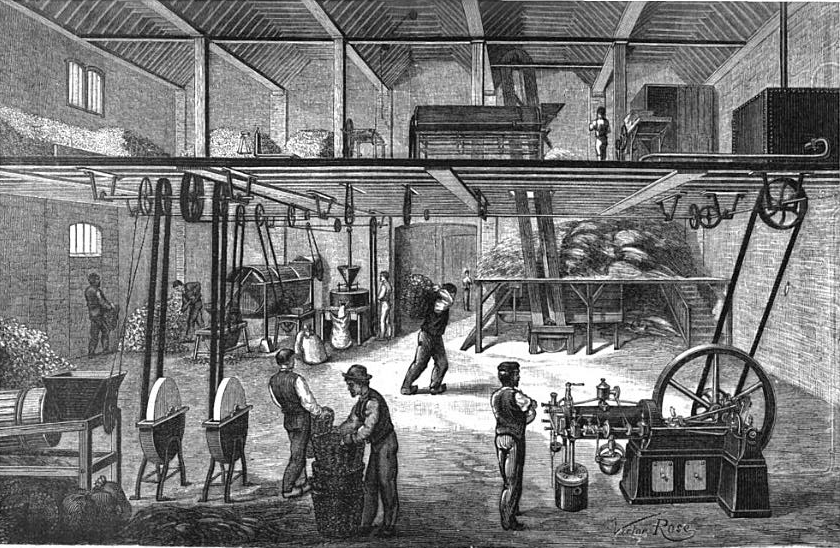
Moteur à gaz horizontal Otto, de 4 chevaux de force, actionnant dans le domaine d'Ambreville (Eure) : Pompe à eau pour la ferme - Pompe à eau pour le château - Pompe à purin - Machine à battre, avec élévateur de grains - Meules à concasser - Hache-paille - Laveur de racines - Coupe-racines - Cribleur de menues pailles - Deux meules à affûter - Tire-sacs - Tarare - Trieur de grains - Pressoir mécanique - Pompe à cidre

La courroie est une pièce utilisée pour la transmission du mouvement. Elle est construite dans un matériau souple. Par rapport à d'autres systèmes, elle présente l'avantage d'une grande souplesse de conception — le concepteur a une grande liberté pour placer les organes moteur et récepteur —, d'être économique, silencieuse et d'amortir les vibrations, chocs et à-coups de transmission. Cependant, elle présente une durée de vie limitée, aussi bien en termes de cycles que de temps, et doit être changée régulièrement. Par ailleurs la puissance transmissible est limitée, ce qui est parfois un avantage (par exemple comme limiteur de couple), et sa souplesse lui permet d'alimenter des accessoires placés dans des endroits exigus.

## Description
La courroie est utilisée avec des poulies, et parfois avec un galet tendeur. L'entraînement s'effectue :
- par adhérence pour les courroies plates, rondes, trapézoïdales et striées ; ces courroies sont qualifiées d'asynchrones, car le rampement, et éventuellement le patinement (glissement généralisé), ne permettent pas de garantir la vitesse de sortie ;
- par obstacle pour les courroies dentées, qui sont également qualifiées de synchrones. Ces dernières permettent une transmission de mouvement sans déphasage : par exemple comme les chaînes et les engrenages.

Ce type de transmission a un rendement de l'ordre de 98 %, à l'exception des courroies trapézoïdales dont le rendement est plus faible (de 70 à 96 %) mais le risque de glissement nul.
Habituellement, les moteurs de voitures comportent une courroie crantée pour entraîner la distribution et une courroie rainurée pour entraîner un certain nombre de composants périphériques : alternateur, pompe à eau, pompe de direction assistée, etc.

## Typologie

Diverses conceptions d'une transmission par courroie

| Diverses conceptions de transmission par courroie, : - a : transmission simple. - b et c : avec galet presseur. - d : transmission inversée à courroie croisée. - e : transmission inversée à courroie non-croisée. - f et g : transmission à axes non parallèles. |

Il existe deux types de courroies selon leur mode d'installation :
- les courroies fermées ;
- les courroies ouvertes : elles sont conçues pour des systèmes d'entraînement d'accès difficile, les extrémités étant connectées après mise en place.

On distingue par ailleurs les courroies selon la forme de leur section.

### Courroie plate

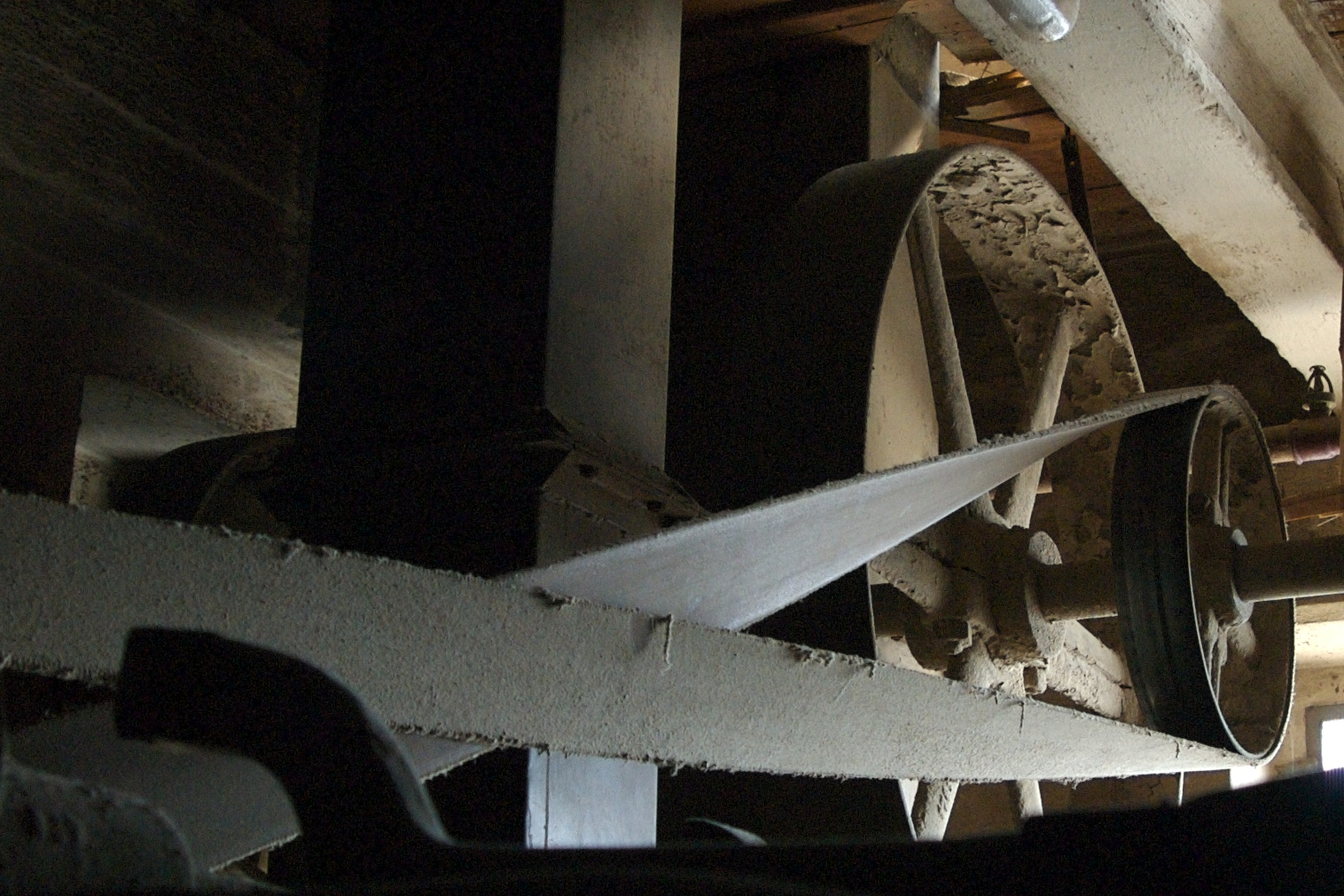
Courroie plate.

Les courroies plates ont été largement utilisées au XIXe et au début du  XXe siècle dans les arbres de transmission pour transmettre de la puissance dans les usines. Elles ont également été utilisées dans d'innombrables applications agricoles, minières et forestières telles que les scies, les scieries, les batteuses, les souffleuses de silo, les convoyeurs pour le remplissage des lits de maïs, les presses à balles, les pompes à eau et générateurs électriques. La courroie plate est un système simple de transmission de puissance qui convenait bien à son époque. Elle peut fournir une puissance élevée à des vitesses élevées (373 kW à 51 m/s), dans le cas de courroies larges et de grandes poulies. Ces entraînements à courroie large et à grande poulie sont volumineux, consomment beaucoup d’espace tout en nécessitant une tension élevée, entraînent des charges élevées et sont mal adaptés aux applications de proximité, les courroies trapézoïdales remplaçant principalement les courroies plates puissance de transmission ; et la transmission de puissance à longue distance ne se fait généralement plus avec les courroies. Par exemple, les machines d'usine ont maintenant tendance à avoir des moteurs électriques individuels.
Comme les courroies plates ont tendance à grimper vers le haut de la poulie, les poulies ont été conçues avec une surface légèrement convexe ou « couronnée » (plutôt que plate) pour permettre à la courroie de se centrer automatiquement pendant son fonctionnement. Les courroies plates ont également tendance à glisser sur la face de la poulie lorsque des charges lourdes sont appliquées, et de nombreux revêtements étaient disponibles et pouvaient être appliqués aux courroies pour augmenter la friction et donc la transmission de la puissance.
Les courroies plates étaient traditionnellement faites de cuir ou de tissu. Aujourd'hui, la plupart sont en caoutchouc ou en polymères synthétiques. Les extrémités des ceintures sont assemblées par un laçage des extrémités avec la lanière en cuir (la plus ancienne des méthodes) attaches en acier ou laçage ou par collage ou soudage (polyuréthane ou polyester). Les courroies plates étaient traditionnellement assemblées et le sont toujours, mais elles peuvent aussi être fabriquées en une bande continue.

### Courroie trapézoïdale

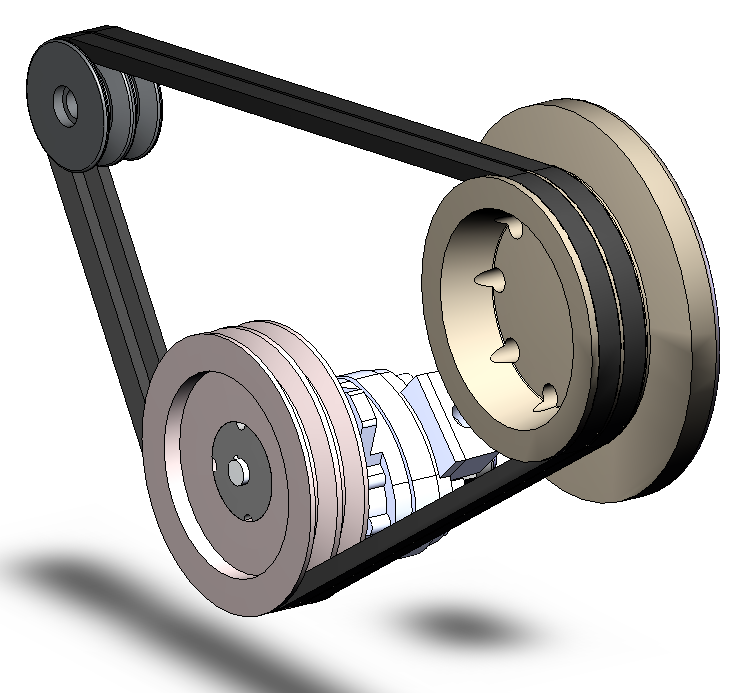
Couple de courroies trapézoïdales.

Les courroies trapézoïdales sont les plus utilisées. À tension égale, elles transmettent une puissance plus élevée que les courroies plates. Elles sont utilisées, par exemple, dans les variateurs de vitesse.
Les courroies trapézoïdales ont résolu le problème du glissement et de l'alignement. C'est maintenant la courroie de base pour la transmission de puissance sans glissement (synchrone). Elles offrent la meilleure combinaison de traction, vitesse de déplacement, charge des roulements et durée de vie[réf. nécessaire]. Elles sont généralement fabriquées d'une bande sans joint et leur forme générale en coupe est approximativement trapézoïdale. La forme en « V » de la courroie suit une rainure dans la poulie, ce qui fait que la courroie ne peut pas glisser. La courroie a tendance à se coincer dans la rainure lorsque la charge augmente - plus la charge est grande, plus l'action de coincement est importante - améliorant la transmission du couple et faisant de la courroie une solution efficace nécessitant moins de largeur et de tension que les courroies plates. Les courroies trapézoïdales l'emportent sur les courroies plates avec leurs petites distances centrales et leurs taux de réduction élevés. La distance centrale préférée est supérieure au diamètre de la plus grande poulie, mais inférieure à trois fois la somme des deux poulies. La plage de vitesse optimale est comprise entre 1 000 et 7 000 pieds/min (soit 300 et 2 130 m/min).
Pour les besoins de forte puissance, deux courroies trapézoïdales ou plus peuvent être assemblées côte à côte dans un arrangement appelé « entraînement à courroie multiple ».
Les courroies trapézoïdales peuvent être fabriquées en caoutchouc ou en polymère sans renfort. Sinon, il peut y avoir des fibres incorporées dans le caoutchouc ou le polymère pour augmenter la résistance. Les fibres peuvent être en matières textiles telles que le coton, le polyamide (tel que le nylon) ou le polyester ou, pour la plus grande résistance, de l'acier ou de l'aramide (tel que Technora, Twaron ou Kevlar).
Lorsqu'une courroie sans joint ne correspond pas au besoin, des courroies trapézoïdales articulées peuvent être utilisées. La plupart des modèles offrent les mêmes caractéristiques de puissance et de vitesse que les courroies sans fin de taille équivalente et ne nécessitent pas de poulies spéciales pour fonctionner. Ceux-ci offrent une installation facile et une résistance environnementale supérieure par rapport aux courroies en caoutchouc et sont réglables en longueur en démontant et en enlevant les liens si nécessaire.

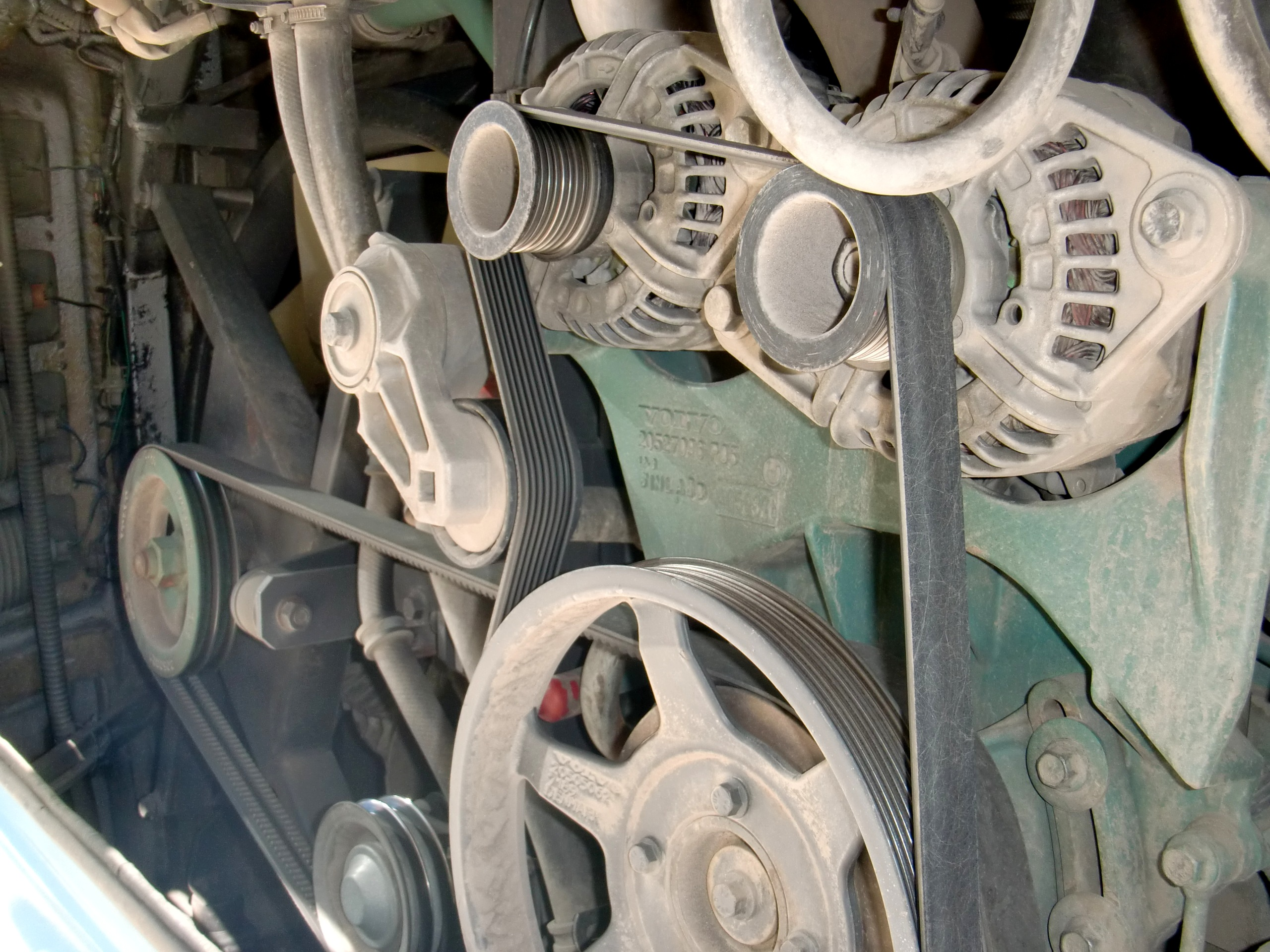
Courroie serpentine actionnant les accessoires d'un moteur d'automobile.

### Courroie striée ou serpentine
La courroie striée est une courroie de transmission de puissance striée dans le sens de la longueur, ce qui augmente énormément la surface de contact entre la poulie et la courroie. Cependant elle fonctionne par adhérence de la denture sur la poulie. Sa structure monobloc permet une répartition homogène de la tension au contact poulie/courroie.
Elle présente de nombreux avantages :
- une grande gamme de puissance (de 0 à 600 kW) ;
- un grand rapport de transmission possible ;
- une grande durée de vie, fiabilité ;
- une stabilité de la tension ;
- une transmission silencieuse.

La courroie striée constitue la courroie dite d'accessoire sur les automobiles. On la retrouve également sur les machines à laver, sèches-linges, tracteurs, bétonnières, compresseurs, vélos fitness, tondeuses, etc.

### Courroie synchrone ou dentée

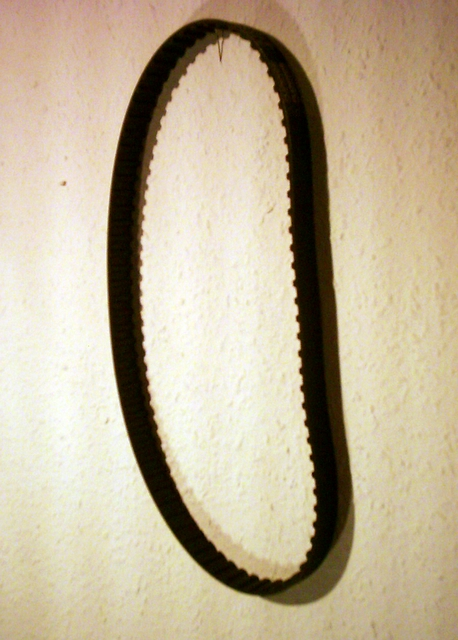
Courroie dentée.

Les courroies synchrones sont dentées. On les utilise, par exemple, pour entraîner les arbres à cames, ou pour la transmission secondaire de certaines motocyclettes. Elles sont aussi utilisées sur de nombreuses machines industrielles ou agricoles. Ce genre de courroie est indispensable pour éviter tout déphasage entre l'entrée et la sortie.
Même bien tendue et sans glissement, une courroie non crantée se décalera de par son élasticité. En effet son élongation sera différente entre brin tendu et brin mou et c'est cette différence qui produira le décalage.

## Pannes
Une courroie demande peu d'entretien. Cependant, il faut surveiller son état : traces d'usures visibles, tension :
- manque de tension : la courroie lisse émet un sifflement caractéristique ;
- usure : la courroie se rompt brutalement ; dans le cas de la courroie de synchronisation d'un moteur à explosion piston/soupape, cela entraîne, inévitablement, une mise hors service du moteur (sauf sur les moteurs de conception non-interférentielle), c'est pourquoi il faut toujours remplacer la courroie de distribution au kilométrage (ou âge) préconisé.

## Conception d'une transmission par courroie

### Choix de la technique de transmission
Considérons une machine dans laquelle une pièce doit être mise en rotation. Plusieurs solutions s'offrent au concepteur selon les contraintes du système. Considérons que l'actionneur choisi est un moteur, qui crée donc mouvement de rotation. Le rôle de la transmission est de transmettre cette rotation de l'arbre du moteur vers l'arbre portant la pièce à mettre en mouvement, en adaptant la vitesse de rotation (notion de réducteur).
Trois principales technologies de transmission s'offrent au concepteur : les engrenages, les chaînes et les courroies
| Comparaison des solutions technologiques employées | Comparaison des solutions technologiques employées | Comparaison des solutions technologiques employées |
| Effort à transmettre                               | Effort à transmettre                               | Effort à transmettre                               |
| -------------------------------------------------- | -------------------------------------------------- | -------------------------------------------------- |
| Faible                                             | Moyen                                              | Important                                          |
| Courroies                                          | Chaînes                                            | Engrenages                                         |
| Vitesses                                           |                                                    |                                                    |
| Faibles                                            | Moyennes                                           | Importantes                                        |
| Chaînes                                            | Courroies                                          | Engrenages                                         |
| Raideur                                            |                                                    |                                                    |
| Souple                                             | Moyenne                                            | Rigide                                             |
| Courroies                                          | Chaînes                                            | Engrenages                                         |
| Bruit                                              |                                                    |                                                    |
| Très bruyant                                       | Bruyant                                            | Silencieux                                         |
| Engrenages                                         | Chaînes                                            | Courroies                                          |
| Durée de vie                                       |                                                    |                                                    |
| Limitée                                            | Moyenne                                            | Elevée                                             |
| Courroies                                          | Chaînes                                            | Engrenages                                         |
| Compacité                                          |                                                    |                                                    |
| Volumineux                                         | Moyen                                              | Compact                                            |
| Engrenages                                         | Chaînes                                            | Courroies                                          |
| Lubrification                                      |                                                    |                                                    |
| Indispensable                                      | Recommandée                                        | Non nécessaire                                     |
| Engrenages                                         | Chaînes                                            | Courroies                                          |

La solution poulies-courroie est donc adaptée :
- pour les machines fonctionnant sans à-coup, et lorsque l'on veut réduire les vibrations, ce qui augmente la durée de vie de certaines autres pièces (souplesse) ;
- pour les vitesses modérées et les efforts faibles.

Elles ont un coût de fabrication initial faible, et nécessitent peu de maintenance si ce n'est la vérification de la tension et le changement régulier du fait de l'usure. Elles ne permettent par contre pas une synchronisation très précise (souplesse).

### Contraintes de conception
La conception de la transmission, c'est-à-dire le choix du type de courroie, l'architecture d'implantation, le dimensionnement… dépend des fonctions que doit réaliser la transmission. Celles-ci sont de deux types :
- fonctions de service, ou d'usage : correspondent au rôle que doit remplir la transmission ;
- fonctions de contrainte : correspondent aux limitations des solutions technologiques.

Dans le cas présent :
Fonctions de service
- Effort à produire sur la pièce mise en mouvement, exprimé sous la forme d'un couple C (en newtons-mètres, N m) ou d'une puissance P (en watts, W) ;
- fréquence de rotation N (en tours par minute, tr/min) ;
- synchronisation : nécessaire ou non ;
- position relative des arbres d'entrée et de sortie : parallèles ou non parallèles.

Pour les calculs, on utilise la vitesse angulaire ω (en radians par seconde, rad/s)
ω = 2πN/60
et l'on a par ailleurs
P = Cω
Fonctions de contrainte
Le moteur est choisi dans un « catalogue ». On choisit un moteur ayant une puissance suffisante, et une vitesse de fonctionnement optimale relativement proche de la vitesse visée de la pièce, afin d'avoir un rapport de transmission raisonnable.
De ces contraintes découlent le choix du type de courroie, l'angle d'enroulement autour des poulies, l'entraxe et la tension de courroie. De manière générale :
- nécessité d'une synchronisation relativement précise : courroie crantée ;
- effort transmis, du plus faible au plus élevé : courroie plate, courroie striée, courroie en V, plusieurs courroies en V en parallèle, courroie crantée ;
- arbres non parallèles : courroie striée ou plate.

Par ailleurs, plus l'effort à transmettre est important, plus l'angle d'enroulement et la tension doivent être élevés.

### Rapport de transmission
La pièce à mettre en mouvement doit tourner à une fréquence donnée (fonction de service) appelée « fréquence de sortie de la transmission » et notée Ns. Pour des raisons de rendement et de limitation de l'usure, le moteur tourne à un régime choisi (point de fonctionnement), appelé « fréquence d'entrée de la transmission » et noté Ne.
Comme pour les transmissions par engrenages, le rapport de transmission se calcule par la formule : 
{\displaystyle r={\frac {\text{frequence de sortie}}{\text{frequence d'entree}}}={\frac {\mathrm {N_{s}} }{\mathrm {N_{e}} }}={\frac {\text{diametre poulie motrice}}{\text{diametre poulie receptrice}}}={\frac {\mathrm {D_{m}} }{\mathrm {D_{r}} }}}.
Il s'agit d'un rapport théorique. C'est effectivement le rapport de transmission dans le cas des courroies synchrones (crantées). Dans le cas des courroies asynchrones (lisses), le rapport réel est inférieur au rapport théorique, en raison du rampement.
On définit ainsi un rendement cinématique ηc valant entre 0,98 et 1 :
{\displaystyle r={\frac {\mathrm {N_{s}} }{\mathrm {N_{e}} }}=\eta _{\mathrm {c} }{\frac {\mathrm {D_{m}} }{\mathrm {D_{r}} }}}

### Tension de courroie et effort transmissible

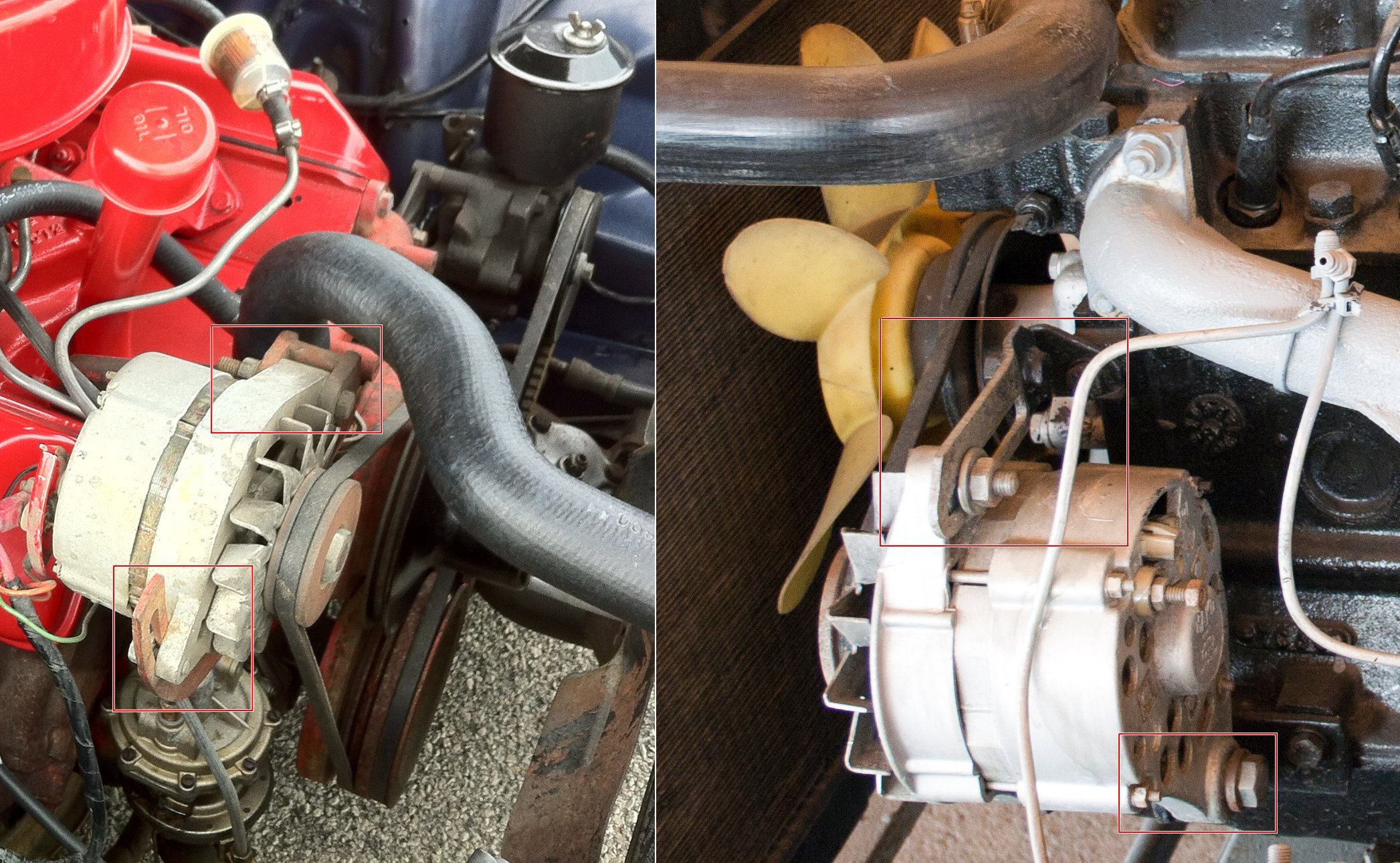
Un alternateur d'automobile est habituellement guidé par un pivot, et sa position est ajustée par un boulon glissant dans une lumière oblongue, qui est serré lorsque la tension obtenue est satisfaisante. Ce dispositif constitue le tendeur de la courroie.

Couple transmissible par une courroie plate en fonction de l'angle d'enroulement pour des coefficients d'adhérence de 0,5 et de 0,8.

La courroie doit être nécessairement tendue. Le système de transmission doit donc comprendre un système de mise en tension ; la courroie est détendue lorsqu'on l'enlève ou qu'on la met en place, et tendue en fonctionnement.
Le tendeur est constitué d'une poulie mobile. Il peut s'agir de la poulie motrice ou réceptrice, mais il peut également s'agir d'un galet tendeur tournant à vide.
Au repos, les deux brins de la courroie ont la même tension, qui définit la tension de courroie, notée T0. En fonctionnement, un des brins se tend, c'est le « brin tendu », sa tension est notée T ; l'autre se détend, c'est le « brin mou », sa tension est notée t. On a :
{\displaystyle \mathrm {T} _{0}={\frac {\mathrm {T} +t}{2}}}
Sur les courroies asynchrones, la tension assure l'adhérence : plus la tension est importante, plus la transmission peut transmettre un effort important. Sur une courroie plate, le rapport maximal entre la tension du brin tendu T et celle du brin mou t dépend du coefficient d'adhérence ƒ entre la poulie et la courroie, et de l'angle d'enroulement θ autour de la courroie (en radians) :
{\displaystyle {\frac {\mathrm {T} }{t}}=\exp(f\theta )}.
Si ce rapport est plus élevé, alors la courroie patine. Le coefficient d'adhérence ƒ prend des valeurs allant de 0,5 à 0,8 selon les matériaux utilisés.
Le couple limite sur la poulie réceptrice est donc :
{\displaystyle \mathrm {C} =\mathrm {T} _{0}{\frac {\mathrm {e} ^{f\theta }-1}{\mathrm {e} ^{f\theta }+1}}\cdot \mathrm {D_{r}} }.
On choisit l'angle d'enroulement en fonction de ce couple.
Le couple maximal transmissible, en considérant une adhérence infinie ou un angle d'enroulement infini (soit T = 2T0 et t = 0), vaut
{\displaystyle \mathrm {C} _{\sup }=\mathrm {T} _{0}\cdot \mathrm {D_{r}} }.
Sur une courroie trapézoïdale, l'angle du V, noté β, intervient dans le rapport limite des tensions :
{\displaystyle {\frac {\mathrm {T} }{t}}=\exp \left({\frac {f\theta }{\sin(\beta /2)}}\right)}.
L'angle β est normalisé à 40°. On voit qu'une courroie trapézoïdale permet de transmettre un couple plus important qu'une courroie plate (puisque sin(β/2) < 1).
Sur les courroies crantées, la tension permet d'empêcher les dents de sauter. Il faut avoir au minimum 2 dents en prise, et dans l'idéal au moins 6.
On peut augmenter le couple transmissible en mettant plusieurs courroies en parallèle.
La puissance est égale à :
P = Cω
la puissance idéalement transmissible vaut donc :
Psup = Csupω
soit dans le cas d'une courroie plate
{\displaystyle \mathrm {P} _{\sup }=\mathrm {T} _{0}\cdot \mathrm {D_{r}} \cdot \omega _{\mathrm {r} }=2\mathrm {T} _{0}\cdot v}
où v = Dr⋅ωr/2 est la vitesse linéaire de la courroie.
La puissance maximale transmissible en pratique est minorée par des facteurs correctifs prenant en compte le diamètre de la poulie, la vitesse linéaire de la courroie et les conditions de service (durée de service par jour, présence ou absence de chocs ou d'à-coups) :
P = K⋅Psup avec K ≤ 1.
Dans le cas d'une courroie trapézoïdale, la puissance admissible de base est donnée par un tableau selon le type de courroie, le diamètre de la poulie et la fréquence de rotation, et est ajusté par des facteurs correctifs prenant en compte la longueur de la courroie, les conditions de service (comme pour les courroies asynchrones) et l'angle d'enroulement.
Dans le cas d'une courroie crantée, la puissance admissible de base est donnée par un abaque selon le type de courroie et la vitesse linéaire de la courroie, et est ajusté par des facteurs correctifs prenant en compte la largeur de la courroie et le nombre de dents en prise.

### Longueur de courroie

Calcul de la longueur d'une courroie. Si l'on tourne la figure, on voit apparaître un triangle rectangle ABC.

Relations géométriques de l'angle d'enroulement.

Dans le cas des courroies crantées, la longueur est nécessairement un nombre entier de crans. Dans le cas de courroies lisses, la longueur peut prendre n'importe quelle valeur, mais on utilise des longueurs normalisées pour les courroies fermées.
Du point de vue de la conception, la principale contrainte est l'effort à transmettre. On commence donc par déterminer l'angle d'enroulement θ1 nécessaire pour assurer l'adhérence dans le cas d'une courroie lisse, ou bien pour assurer qu'il y a un nombre de dents en prise suffisant pour les courroies synchrones (voir ci-dessus). On détermine alors l'entraxe e en fonction de l'angle d'enroulement et des diamètres.
Considérons un système simple formé de deux poulies de rayon r1 et r2 (avec r2 > r1), et séparées d'un entraxe e. On note L0 la longueur de courroie entre les poulies, L1 la longueur enroulée autour de la poulie 1 et L2 celle autour de la poulie 2.
Si l'on tourne la figure de manière que le brin inférieur de la courroie soit horizontal, et que l'on trace la parallèle à ce brin au point A (centre de la poulie 1), on voit apparaître un triangle rectangle dont l’hypoténuse vaut e et les côtés de l'angle droit valent (r2 - r1) et L0. Cela permet d'utiliser les lois dans le triangle rectangle. En particulier, l'angle en B vaut, par définition du cosinus :
{\displaystyle \cos {\hat {\mathrm {B} }}={\frac {r_{2}-r_{1}}{e}}}
et par symétrie, on a 
{\displaystyle \theta _{1}=2{\hat {\mathrm {B} }}}
{\displaystyle \theta _{2}=2\pi -\theta _{1}=2(\pi -{\hat {\mathrm {B} }})}
d'où
{\displaystyle e={\frac {r_{2}-r_{1}}{\cos {\hat {\mathrm {B} }}}}={\frac {\mathrm {D} _{2}-\mathrm {D} _{1}}{2\cos(\theta _{1}/2)}}}
Ceci est la valeur minimale de l'entraxe : si l'entraxe est supérieur, l'angle d'enroulement est aussi plus grand. Au contraire, dans le cas d'une courroie croisée, l'angle d'enroulement diminue lorsque l'entraxe augmente.
À partir de là, on peut déterminer la longueur de la courroie. En effet, d'après le théorème de Pythagore, on en déduit que
{\displaystyle \mathrm {L} _{0}={\sqrt {e^{2}-(r_{2}-r_{1})^{2}}}={\sqrt {e^{2}-\left({\frac {\mathrm {D} _{2}-\mathrm {D} _{1}}{2}}\right)^{2}}}=e{\sqrt {1-\left({\frac {\mathrm {D} _{2}-\mathrm {D} _{1}}{2e}}\right)^{2}}}}
soit
{\displaystyle \mathrm {L} _{0}={\frac {\mathrm {D} _{2}-\mathrm {D} _{1}}{2\cos(\theta _{1}/2)}}{\sqrt {1-4\cos ^{2}(\theta _{1}/2)}}}
Et en exprimant les angles en radian :
{\displaystyle \mathrm {L} _{1}={\frac {\mathrm {D} _{1}\theta _{1}}{2}}}
{\displaystyle \mathrm {L} _{2}={\frac {\mathrm {D} _{2}(2\pi -\theta _{1})}{2}}}
La longueur totale vaut
L = 2L0 + L1 + L2.
On utilise fréquemment la formule approchée
{\displaystyle \mathrm {L} \simeq 2e+1,57(\mathrm {D} _{1}+\mathrm {D} _{2})+{\frac {(\mathrm {D} _{2}-\mathrm {D} _{1})^{2}}{4e}}}